# 제50회 미국 감독 조합상
제50회 미국 감독 조합상은 1997년 뛰어난 활동을 보인 영화 감독을 기리기 위해 1998년 3월에 열린 시상식이다. 뉴욕, Century Plaza Hotel에서 개최되었다.

## 수상 및 후보

### 감독상(영화부문)
- 타이타닉 - 제임스 카메론 수상

### 감독상(다큐멘터리부문)
- Michael Uys 수상

### 감독상(광고부문)
- Bruce Dowad 수상

### 공로상
- 프란시스 포드 코폴라 수상

### 로버트 B. 알드리치 상
- 마샤 쿨리지 수상

### 프랑크 카프라 상
- Bob Jeffords 수상

### 프랭크린 J. 샤프너 상
- C.J. Rapp Pittman 수상

### 대통령상
- 조지 시드니 수상